# Tradizione orale
Si definisce tradizione orale il sistema di trasmissione, replicazione e rielaborazione del patrimonio culturale in un gruppo umano esercitato attraverso l'oralità, senza l'utilizzo della scrittura. Da quando l'uomo cominciò a comunicare attraverso il linguaggio, in tutte le culture l'oralità è stata sempre il sistema privilegiato di trasmissione del sapere, essendo il sistema di comunicazione naturale diffuso, rapido ed immediato da usare. La tradizione orale comprende quindi forme quali narrazioni, miti (in particolare cosmogonie), canti, frasi, leggende, favole, ecc.
Ogni sistema di tradizione orale è comunque abbinato ad un insieme di forme di trasmissione delle usanze, dei riti, delle tecniche, delle pratiche, dei gusti, dei comportamenti, della cinestetica dei corpi. Questi aspetti sono appresi e rielaborati in parte per via verbale ed in parte mediante altri sistemi simbolici, nonché tramite l'imitazione e la sperimentazione.

## Storia
Ogni generazione trasmette (lat. tradere, consegnare) alle successive, innanzitutto, la propria cultura materiale, cioè tutti gli strumenti e gli oggetti che ha creato, ideato o perfezionato, poi i procedimenti e i comportamenti tipici che si apprendono anche senza l'uso della parola, come l'agricoltura o l'allevamento e, infine, i valori e gli ideali che guidano l'agire dell'uomo e animano le sue relazioni. La storia dell'uomo è essenzialmente un percorso di conoscenze trasmesse oralmente. In alcune società, che pure non ignorano la scrittura, la comunicazione orale è predominante e fondamentale: della parola, di formule ripetitive, di espressioni magiche o retoriche si avvalgono sciamani, guaritori, sacerdoti che forniscono alle loro comunità spiegazioni o interpretazioni del mondo e dei fatti quotidiani, rimedi e metodi di cura.
La parola è uno strumento di potere, consente di manipolare gli individui, il sapere e i contenuti della conoscenza. Nell'antica Grecia il discorso orale, prevalente sul testo scritto, ha assunto un ruolo centrale nella trasmissione delle idee, dei concetti, del pensiero. Presso i Dogon del Mali l'importanza della parola è evidenziata mediante l'associazione al vapore acqueo, di cui si crede sia composta, sostanza vitale nella coltivazione dei campi.
Una grande attenzione è stata prestata alla questione se i contenuti della tradizione orale possano essere utilizzati come legittime fonti storiche. La questione è di cruciale importanza per lo storico in due aspetti fondamentali:
1. in alcune realtà, come quella di molte popolazioni africane che non conoscono la scrittura, la tradizione orale è il principale strumento di investigazione degli eventi passati;
2. anche nella storiografia occidentale (e quindi letterata), le fonti storiche più antiche sono basate su una tradizione orale precedente.

In generale, la tradizione orale tende a essere considerata dagli studiosi occidentali della letteratura un meccanismo incompleto e imperfetto per trasmettere dei dati. Uno studio accurato dell'attendibilità delle fonti orali come documenti storici è stato fatto da Jan Vansina, uno storico belga che ha lavorato prevalentemente sulle tradizioni del Congo e del Ruanda distinguendo l'aspetto della reminiscenza e quello della trasmissione, e di cui val la pena citare una famosa considerazione sulle tradizioni orali:
(Jan Vansina, Oral Tradition as History)
Per Seydou Camara, altro studioso delle tradizioni orali africane, il testo trasmesso oralmente si trasforma secondo l'interesse di ciascuno facendo apparire nuove varianti, così anche se i racconti iniziali si riferiscono ad eventi storici, finiscono per avere un contenuto fittizio e mitico. In conseguenza di ciò, le fonti orali vanno sottoposte ad analisi critica così come avviene per le fonti scritte.

### Antica Grecia
Alla tradizione orale è stata affidata la diffusione dell'opera di Omero: i versi dell'Iliade e dell'Odissea furono, per secoli, recitati e non letti, declamati da professionisti della parola orale, gli aèdi e i rapsòdi, i quali si esibivano durante le feste religiose, le celebrazioni pubbliche o nelle occasioni conviviali per allietare gli astanti. Il termine aèdo indicava un poeta, colui che cantava l'epica, ma creava anche versi propri. Il rapsòdo era un recitatore professionista: il termine, dal V secolo in poi, fu usato più comunemente ed in contrapposizione ad aèdo. In realtà, risulta che Omero non avesse fatto alcuna distinzione, intendendo con aèdo sia il poeta che il recitatore. Sappiamo che esistevano corporazioni di cantori: gli Omeridi, per esempio, avevano a Chio la loro sede stabile. Nel V secolo a.C. essi iniziarono a spostarsi di luogo in luogo, partecipando alle feste più importanti, come le Panatenee.
I rapsòdi si distinguevano per le abilità drammatiche, a cui univano il possesso di non comuni doti di memoria, il supporto di Mnemosìne e di valide tecniche di apprendimento: la ripetizione di sequenze consentiva all'aèdo di ricordare più agevolmente e assicurava il gradimento dell'uditorio. Nell'Odissea, dove gli aèdi sono considerati artigiani, dei creatori, demiurghi, Omero ci ha tramandato il nome di due di loro, Demodoco e Femio. Platone (Ione) parla della poesia che il rapsòdo destinava al suo pubblico. A differenza di altre civiltà contemporanee, che tra l'VIII e il V secolo a.C. avevano già strutturato e perfezionato il proprio metodo di scrittura, adottandolo anche nella produzione letteraria, i Greci non erano ancora pervenuti a simile livello di elaborazione: la lineare A e la lineare B, di origine micenea, erano inadeguate e troppo complesse per esprimere i contenuti della poesia. Sembra che, oltre all'epica, anche la lirica arcaica sia stata inizialmente orale.
Dal momento che alcuni canti tramandati oralmente consistono di decine di migliaia di versi, è ovvio chiedersi come fosse possibile ricordarli tutti a memoria. Riportiamo l'importante osservazione dello studioso tedesco W. Radloff:
Socrate fu sostenitore dell'oralità considerando che le parole nel nostro intelletto hanno un ruolo molto diverso a seconda che siano pronunciate o scritte, contestando i seguenti pericoli della parola scritta: l'immobilità della parola scritta porta a un "discorso morto" a differenza dell'entità dinamiche della "parola viva"; la distruzione dell'abitudine alla memorizzazione; la perdita del controllo sul linguaggio, in quanto uno scritto si diffonde ovunque senza poter aver modo di replicare o chiarire le varie interpretazioni.

### Antica Roma
La possibilita dell esistenza di una trasmissione orale della storia nell'antica Roma è evidenziata principalmente da Cicerone, che discute l'importanza della tradizione orale in opere come Bruto, Tusculanae Disputationes, e De Oratore. Cicerone basandosi sulle Origines di Catone sottolinea l'importanza del racconto orale nel preservare la storia romana. Anche Valerio Massimo fa riferimento alla tradizione orale in De' Fatti e Detti Degni di Memoria della Città di Roma e Delle Stranie Genti (2.1.10).
Wiseman sostiene che le rappresentazioni celebrative servivano come mezzo vitale per trasmettere la storia romana e che tali tradizioni si sono evolute in forme scritte entro il terzo secolo d.C. Egli afferma che la storia di scene come la casa di Tarquinio veniva probabilmente tramandata attraverso la narrazione orale per secoli prima di essere documentato nella letteratura. Sebbene Flower critichi la mancanza di prove antiche a sostegno delle affermazioni più ampie di Wiseman, Wiseman sostiene che i racconti drammatici abbiano fondamentalmente plasmato la storiografia.

### I cantori
Oltre agli aedi e ai rapsodi dell'antica Grecia vi sono altre figure di narratori o cantori che in varie forme legate all'oralità diffondevano tra la gente i racconti di gesta avvenute in terre lontane.
Tra gli altri, il bardo che è considerato un antico poeta o cantore di imprese epiche presso i popoli celtici. I bardi erano i conservatori del sapere del popolo e venivano istruiti per memorizzare tutte le tradizioni e i miti del popolo.
Il griot, nella cultura di alcuni popoli dell'Africa occidentale, è un poeta o cantore che svolge il ruolo di conservare la tradizione orale degli antenati. Questa figura ha ancora una propria funzione nelle comunità dei paesi dell'Africa occidentale sub-sahariana.

### Oralità in Africa
Nella cultura orale, la storia, il sapere, gli usi e costumi, le tradizioni, le regole sociali, tutto si tramandava da bocca ad orecchio, ossia con la parola. Quindi chi sopravviveva più a lungo, più cose sapeva e più esperienza di vita aveva. Più anziano diventava, più saggio diventava, perché era forgiato dall'esperienza della vita. Allora, gli storici del villaggio erano i griot. I nonni tramandavano le regole della società e le storie del villaggio tramite favole, parabole ed indovinelli.
Nella cultura orale si celebravano molteplici temi. In particolare i cosiddetti cinque grandi avvenimenti della vita (nascita – iniziazione – matrimonio – proprietà della terra e morte) e i cinque grandi temi della tradizione quali l'amore, l'elogio (al capo, per enumerare una genealogia), la critica con rimprovero, la guerra e la morte. Altri temi ricorrenti sono la genesi del mondo, il destino dell'uomo, le qualità richieste per essere forti e coraggiosi.

## I cantastorie
l cantastorie rappresentano la tradizionale figura di intrattenitori ambulanti visto che si spostano di città in città e di piazza in piazza raccontando una favola, una storia, un fatto, aiutandosi con il canto e spesso con dei cartelloni in cui sono raffigurate le scene salienti del racconto. In questo loro girare vivevano delle offerte degli spettatori e talvolta dai ricavati della vendita di foglietti recanti la storia raccontata. Si posizionavano nelle piazze dei paesi cantando e raccontando le loro storie, vere o immaginarie, trovate in giro nei loro viaggi o adattate per l'occorrenza.
Spesso i cantastorie adattavano le loro versioni ad alcuni racconti antichi, o li rinnovavano a seconda del particolare avvenimento; sovente una scelta veniva imposta per il dialetto da utilizzare in base al luogo della narrazione e a causa del diffuso analfabetismo.
I cantastorie raccontavano di incursioni di pirati, miracoli di santi, eventi catastrofici, leggende sacre e racconti profani, meravigliose vittorie e lacrimevoli sconfitte, personaggi come Garibaldi e momenti epici come il Risorgimento.
I cantastorie rappresentarono l'unico tramite culturale tra il popolo analfabeta e il mondo epico e poetico, anche se magari si trattava di cruente imprese dei briganti, così cari alla fantasia popolare. Dopo l'avvento della stampa i Cantastorie acquisirono sempre più un ruolo che si avvicina, in un certo senso, al mondo giornalistico, diffondendo fatti e notizie e stampando su foglietti volanti venduti al pubblico, le storie che rappresentavano.

### Cantastorie Orbi e Cuntastorie
Palermo è stata la culla di un'altra figura tradizionale oggi completamente scomparsa, il Cantastorie Orbu, nata intorno alla metà del Cinquecento, anno in cui la Chiesa e precisamente i Gesuiti si interessarono a loro notando che la loro comunicativa molto vicina alla gente poteva servire come mezzo per diffondere storie sacre e liturgie e avvicinare così il popolo a Dio. "Li poveri orbi e ciechi di tutti due occhi, che come è notissimo sogliono vivere col mestiere di cantare e recitare per le strade orazioni sacre e profane e soprattutto improvesar poesie nelle feste plebee in onore dè Santi che fuori de tempij nelle piazze e contrade espongonsi della città, sono l'istessi poeti popolari appellati ciclici poetae che fecero figura presso gli antichi in Italia a' tempi de' Greci e de' Romani", così scrive il Marchese di Villabianca nel Settecento e Lionardo Vigo nell'Ottocento a proposito dei cantastorie ciechi: "i ciechi, in tutta la Sicilia vivono suonando il colascione, chi il violino, e cantando canzoni e storie sacre e profane. Quasi tutti coloro che nascono ciechi o perdono in gioventù il ben della vista, si addicono al mestiere del canto e della musica..". Anche Pitré così li descrisse: "i sonatori di violino in Sicilia sono quasi tutti ciechi e perciò chiamati per antonomasia orbi…l'orbo nato o divenuto tale nei suoi primi anni, non sapendo cosa fare per vivere, impara da fanciullo a sonare, e non solo a sonare, ma anche a cantare…le molte feste popolari dell'anno gli danno sempre qualche cosa da guadagnare." Cantavano storie di Santi, canti della Natività, della Passione. A loro era proibito suonare musiche cosiddette profane: dovevano attenersi al repertorio scritto dai sacerdoti. Anticamente si facevano loro elemosine, affinché cantassero i rosari per i morti il lunedì, le orazioni per le Anime dei Corpi Decollati dal lunedì al venerdì, i triunfi, le diesille dedicate a parenti morti, figli, genitori, fratelli, le novene per il Natale.

## Massoneria
Nella massoneria la trasmissione delle tradizioni e dei rituali risulta in genere affidata all'oralità, cioè «da bocca a orecchio», ossia tramite il contatto diretto con la parola, che trasforma interiormente senza lasciare tracce esteriori, anziché per via di documenti scritti.

### Filmografia
- La terra dei canti (Through the land of songs), regia: Vincenzo Agosto 2021
- Giovanna, storie di una voce (Giovanna, Stories of a Voice), regia: Chiara Ronchini 2021